# Onosma bracteosum
Onosma bracteosum är en strävbladig växtart som beskrevs av Heinrich Carl Haussknecht och Bornm. Onosma bracteosum ingår i släktet Onosma och familjen strävbladiga växter. Inga underarter finns listade i Catalogue of Life.